# Sint Jansteenpolder
De Sint Jansteenpolder is een polder in de Nederlandse regio Zeeuws-Vlaanderen, ten zuiden van Sint Jansteen, behorend tot de Sint Jansteen-, Wildelanden- en Ferdinanduspolders.
Wegens de nabijheid van het pleistoceen was dit een relatief hooggelegen gebied, ongeveer 2 meter boven NAP. De inundaties hebben vermoedelijk weinig invloed gehad en de oorspronkelijke kavelstructuur niet aangetast. Toch werd, waarschijnlijk reeds vóór 1585, een dijk aangelegd langs de noordrand van dit gebied, de Oude Drydijck genaamd. Deze dijk heeft een kronkelig tracé, daar ze om een drietal wielen werd aangelegd, die het resultaat zijn van eerdere dijkdoorbraken.
In 1590 werd aan deze dijk het Fort Austria aangelegd, om de toegangsweg naar Hulst (de Steenstraat), tegen de Geuzen te beschermen. Vermoedelijk lag dat fort daar waar de Polderstraat op de Oude Drydijck uitkomt.
De Sint Jansteenpolder, die ook het centrum van Sint Jansteen omvat, is 454 ha groot.